# 海軍大学校

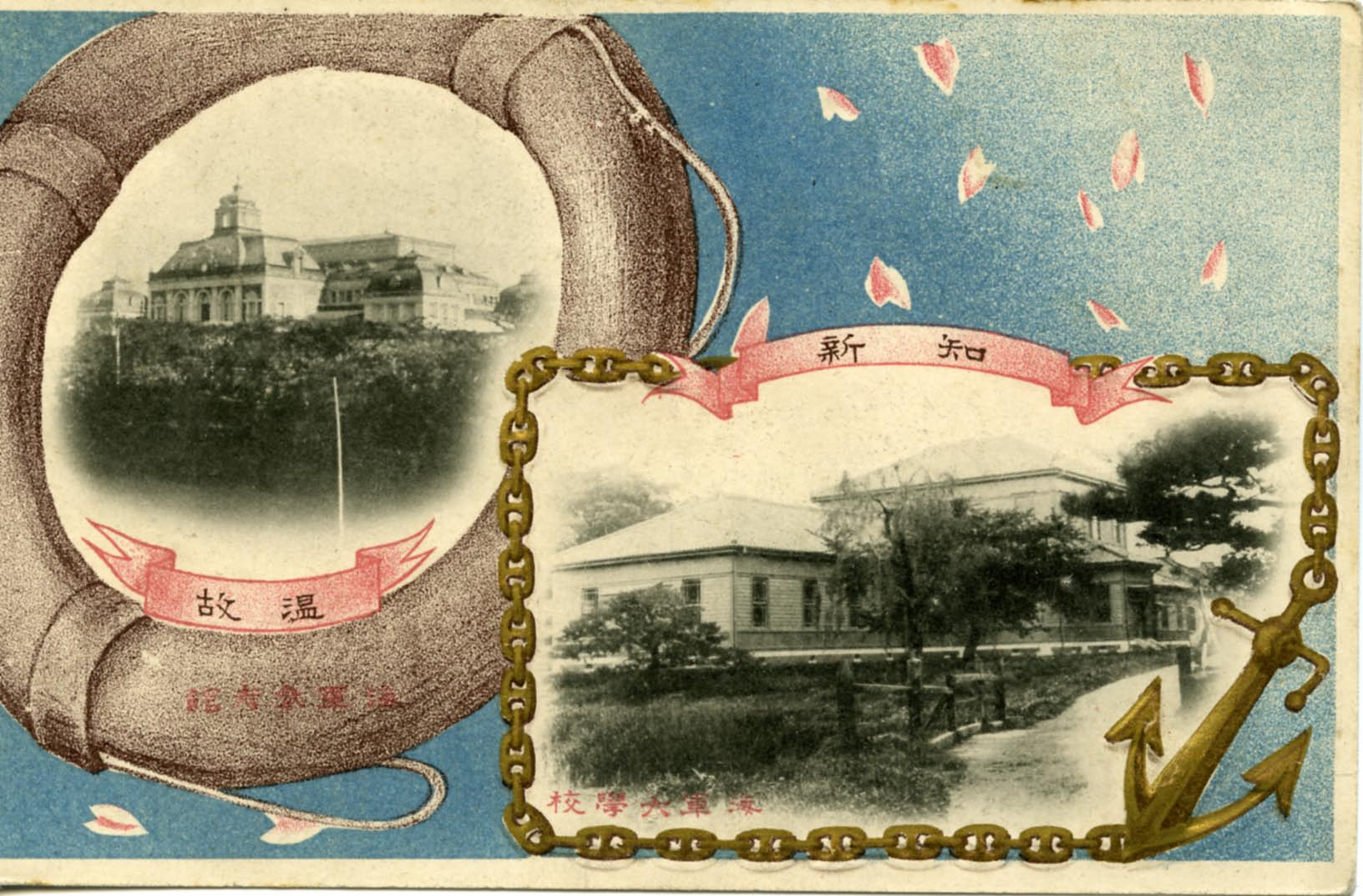
海軍大学校

海軍大学校（かいぐんだいがっこう、旧字体：海󠄀軍大學校󠄁）は、日本海軍の上級将校教育機関である。略語として海大とも呼称される。日本陸軍では陸軍大学校、現在の海上自衛隊では、海上自衛隊幹部学校に相当する。

## 概要

### 開設と移転
1888年（明治21年）7月14日、勅令第55号により海軍大学校官制制定。同年8月28日東京・築地旧海軍兵学校生徒館に開校。初代校長は海軍省軍務局長井上良馨が兼任した。同年11月26日授業開始。
1923年（大正12年）9月1日、関東大震災で罹災し、同年12月末応急仮校舍の大部分が竣工。1932年（昭和7年）8月27日、東京・上大崎元陸軍衛生材料廠跡に移転、同年9月1日新校舍にて授業開始。新しい海大は庁舎と呼ばれた校舎を中心に兵棋演習場、科学実験場などを備えた大規模な施設であった。坂本俊篤は、12年の長きに渡り海軍大学校教育に携わったため、「海大の父」と呼ばれた。

### 入校選抜
海軍の兵科高級幹部を養成する「甲種学生」の課程は海軍兵学校の卒業生が海軍士官（兵科将校）に任官後、10年程度の実務経験を経た中から選抜された。受験資格は兵学校での教育を受けた中堅将校である大尉・少佐であることが基本であった。入校者は海軍兵学校の卒業席次が高いものが多かったが、席次が低くても本人の努力次第で入校することが認められた。
募集人員は10〜20名前後で、満州事変が始まると30名にまで増やされた。その後、支那事変が始まると募集しない年度も出てくるようになる。
「甲種学生」のほかには「機関科学生」、「選科学生」等の課程があった。

### 昇進との関連
海軍大学校を卒業することは、海軍の官僚組織で出世するための重要な条件の一つではあったが、陸軍の「天保銭組」（陸軍大学校卒業生の通称）のように大学校卒業が軍の中枢ポストに昇進するために必須に近いものとされていたわけではなく、大学校における成績も陸軍ほどには重視されていなかった。海軍の人事においては海軍兵学校の卒業席次（ハンモックナンバー）が重視されており、大学校を卒業せず、艦隊勤務など実施部隊を多く経験した叩き上げの士官で高位昇官を果たした例も少なくない。反対に陸軍では陸軍士官学校の卒業席次は重視されず、士官学校での成績が悪くとも卒業後は本人の努力で大学校への入校と高位昇官を果たすことが可能であった。
海大を卒業しないで大将まで昇進した人物を以下に挙げると（カッコ内は卒業時席次）、加藤寛治（首席）、井出謙治（次席）、安保清種（11位）、野村吉三郎（次席）、中将は栗田健男（28位）、木村昌福（107位）、田中頼三（34位）、大西瀧治郎（20位）、左近允尚正（98位）、醍醐忠重（17位）、多田武雄（4位）、西村祥治（21位）、松永貞市（8位）など少なからず存在し、しかも艦隊司令長官、軍令部次長、海軍次官等の要職についている。少将クラスになると大田実、柴崎恵次、城島高次、千田貞敏、五藤存知、菊池朝三、野村留吉、平出英夫など多数に上る（いずれも戦死後昇進を含まず）。

### イギリスとの関係
日本は海軍の近代化・西洋化のためにイギリスに援助を仰ぎ、イギリス海軍は軍事顧問を派遣して海大のカリキュラムの開発を支援した。海大の初期の軍事顧問の中でも特に著名なのが、1887年から1893年まで同校で講義を行ったジョン・イングルスである。イングルスは西洋の戦闘術を紹介しただけでなく、数学や物理学、蒸気軍艦の運航に必要な技術などの講義も行い、指揮官の重要性を強調した。

### 廃止
大東亜戦争（太平洋戦争・第二次世界大戦）末期の1945年（昭和20年）5月、第3次東京大空襲で被災したことにより機能を失い、敗戦後陸海両軍省解体とともに廃止される。

建物は厚生省に引き継がれ、国立予防衛生研究所（現・国立健康危機管理研究機構国立感染症研究所）が使用した。また、隣接地の国立科学博物館附属自然教育園は文部省（現・文部科学省）に引き継がれた。
建物は1992年（平成4年）、研究所が東京都新宿区（陸軍軍医学校跡地）に移転した後も残っていたが、1999年（平成11年）に取り壊され、住宅・都市整備公団（現・UR都市機構）により賃貸マンション『シティコート目黒』が建設された。

### 旧蔵書
海軍大学校の旧蔵書のうち約8000冊が、広島県呉市の海上保安大学校図書館に「旧海軍大学校図書」として保存されている。

## 歴代校長
- （兼）井上良馨 少将：1888年8月16日 -
- （兼）伊東祐亨 少将：1889年5月15日 -
- 林清康 中将：1890年9月24日 -
- 仁礼景範 中将：1891年6月17日 -
- 欠：1892年8月8日 -
- （兼）中牟田倉之助 中将：1892年12月12日 -
- 欠：1893年5月20日 -
- 坪井航三 中将：1893年12月20日 -
- 東郷平八郎 少将：1896年3月23日 -
- 鮫島員規 少将：1896年11月5日 -
- 東郷平八郎 少将：1898年2月1日 -
- 柴山矢八 中将：1899年1月19日 -
- （心得）坂本俊篤 大佐：1900年5月20日 -
- 坂本俊篤 少将：1902年5月27日 -
- （兼）肝付兼行 少将：1904年2月3日 -
- 坂本俊篤 少将：1905年11月2日 - 1908年8月28日
- 島村速雄 中将：1908年8月28日 - 1909年12月1日
- 川島令次郎 少将：1909年12月1日 - 1910年12月1日
- 吉松茂太郎 中将：1910年12月1日 - 1911年9月25日
- （兼）山屋他人 少将：1911年9月25日 - 1911年12月1日
- 八代六郎 中将：1911年12月1日 - 1913年9月25日
- （兼）吉松茂太郎 中将：1913年9月25日 - 1913年12月1日
- 山屋他人 中将：1913年12月1日 - 1914年8月18日
- 伏見宮博恭王 少将：1914年8月18日 - 1915年12月13日
- 佐藤鉄太郎 少将：1915年12月13日 -
- 加藤寛治 少将：1920年8月10日 -
- 堀内三郎 中将：1922年5月1日 -
- 山本英輔 少将：1923年6月1日 -
- 大谷幸四郎 中将：1924年12月1日 -
- 中村良三 少将：1926年12月1日 - 1929年11月30日
- 高橋三吉 中将：1929年11月30日 -
- 百武源吾 中将：1932年2月8日 - 10月1日
- 加藤隆義 中将：1932年12月1日 -
- 井上継松 少将：1933年11月15日 -
- 中村亀三郎 中将：1935年12月2日 -
- 佐藤三郎 中将：1936年12月1日 -
- 日比野正治 中将：1937年12月1日 -
- 高須四郎 中将：1938年11月15日 -
- 欠：1939年9月29日 -
- 沢本頼雄 中将：1939年12月23日 - 1940年10月15日
- 南雲忠一 中将：1940年11月1日 -
- （代）阿部嘉輔 少将：1941年4月10日 -
- 小沢治三郎 中将：1941年9月6日 -
- （兼）伊藤整一 中将：1941年10月18日 -
- 稲垣生起 少将：1942年6月1日 - 9月15日
- （兼）及川古志郎 大将：1942年10月10日 - 1943年11月15日
- （兼）吉田善吾 大将：1943年12月14日 -
- （兼）伊藤整一 中将：1944年3月15日 -
- （兼）小沢治三郎 中将：1944年11月18日 -
- 欠：1945年5月19日 - 廃校